# Julián Cardona
Julián Cardona Tabares (La Unión, 19 januari 1997) is een Colombiaans baan- en wegwielrenner die anno 2019 rijdt voor Androni Giocattoli-Sidermec.

## Carrière
Als junior werd Cardona, samen met zijn teamgenoten, tweede in de ploegenachtervolging tijdens de wereldkampioenschappen in 2014. In 2015 werd hij nationaal kampioen tijdrijden. Een maand later won hij zowel de ploegentijdachtervolging als de tijdrit op de weg tijdens de Pan-Amerikaans kampioenschappen. In de wegwedstrijd werd hij, achter winnaar Luis Villalobos en Jhonatan Narváez, derde. Tijdens de wereldkampioenschappen op de weg werd hij zestiende in de tijdrit en eindigde hij op plek 87 in de wegwedstrijd.
In februari 2017 won Cardona de tijdrit voor beloften tijdens de nationale kampioenschappen. In mei werd hij, in de Dominicaanse Republiek, vijfde in de beloftentijdrit op de Pan-Amerikaanse kampioenschappen, waar winnaar José Rodríguez ruim anderhalve minuut sneller was. In oktober werd bekend dat Cardona in 2018 de overstap zou maken naar de opvolger van Cannondale Drapac Professional Cycling Team.
In februari 2018 werd Cardona vijfde in het door Egan Bernal gewonnen nationale kampioenschap tijdrijden. Na één seizoen bij de Amerikaanse ploeg vertrok Cardona naar het Italiaanse Androni Giocattoli-Sidermec. Namens die ploeg kwam hij in 2019 tot 29 wedstrijddagen, waarin hij geen overwinning wist te behalen.

## Baanwielrennen

### Palmares
| Jaar     | CK       | P-AK                 | WK                   | Overig   |
| Junioren | Junioren | Junioren             | Junioren             | Junioren |
| -------- | -------- | -------------------- | -------------------- | -------- |
| 2014     |          |                      | Ploegenachtervolging |          |
| 2015     |          | Ploegenachtervolging |                      |          |

## Wegwielrennen

### Overwinningen
2015
 Colombiaans kampioen tijdrijden, Junioren
 Pan-Amerikaans kampioen tijdrijden, Junioren
2017
 Colombiaans kampioen tijdrijden, Beloften

## Ploegen
- 2017 –  Medellín-Inder
- 2018 –  Team EF Education First-Drapac p/b Cannondale
- 2019 –  Androni Giocattoli-Sidermec

Arango · Cardona · Estrada · C. Montoya · J. I. Montoya · Ortega · Oyola · Paredes · Ramírez · Roldán · Sevilla · Vargas
Breschel · Brown · Canty · Cardona · Carthy · S. Clarke · W. Clarke · Craddock · Docker · Dombrowski · Howes · Langeveld · Magnusson · Martínez · McLay · Modolo · Moreno · Owen · Phinney · Rolland · Scully · Urán · Van Asbroeck · Vanmarcke · Woods
Belletti · Benfatto · Bisolti · Busato · Cardona · Cattaneo · Fedrigo · Flórez · Mar. Frapporti · Mat. Frapporti · Gavazzi · Masnada · Montaguti · Muñoz · Pelucchi · Rivera · Rumac · Spreafico · Vendrame · Viel · Bais (stagiair) · Ravanelli (stagiair) · Venchiarutti (stagiair)